# Gerhard Gustmann
Gerhard Gustmann, född 13 augusti 1910 i Bonn, död 30 mars 1992 i Bonn, var en tysk roddare.
Gustmann blev tillsammans med Herbert Adamski olympisk guldmedaljör i tvåa med styrman med vid sommarspelen 1936 i Berlin.